# ياماكاسي
ياماكاسي هو فيلم فرنسي إنتاج عام 2001. الفيلم من إخراج أريال زيتون وتأليف لوك بيسون.

## وصلات خارجية
- ياماكاسي على موقع IMDb (الإنجليزية)
- ياماكاسي على موقع روتن توميتوز (الإنجليزية)
- ياماكاسي على موقع نتفليكس (الإنجليزية)
- ياماكاسي على موقع ألو سيني (الفرنسية)
- ياماكاسي على موقع Turner Classic Movies (الإنجليزية)
- ياماكاسي على موقع أول موفي (الإنجليزية)
- ياماكاسي على موقع بوكس أوفيس موجو (الإنجليزية)
- ياماكاسي على موقع فيلمافينيتي (الإسبانية)
- ياماكاسي على موقع قاعدة بيانات الأفلام السويدية (السويدية)
- ياماكاسي على موقع قاعدة بيانات الفيلم (الإنجليزية)